# The Rainmaker (película de 1956)
The Rainmaker, conocida en España y en Argentina cómo El farsante, es una película estadounidense de género romance de 1956 dirigida por Joseph Anthony y adaptada por N. Richard Nash. Estuvo protagonizada por Burt Lancaster, Katharine Hepburn, Wendell Corey, Lloyd Bridges y Earl Holliman. Holliman fue ganador en los Globos de oro por su interpretación.

## Sinopsis
Starbuck es un timador que engaña a la gente haciéndole creer que los molinillos de viento que vende son artefactos que alejan los tornados. Buscado en varios condados, llega a un tranquilo pueblo asolado por la sequía y decide engañar a una familia formada por un anciano  y sus tres hijos: Lizzie, una solterona a la que su padre y hermanos tratan desesperadamente de buscar novio; Noah, un joven demasiado duro y riguroso con sus hermanos, y Jim, un inocente y bobalicón que dice lo primero que se le ocurre sin pensar. 

## Reparto
- Burt Lancaster como Bill Starbuck
- Katharine Hepburn como Lizzie Curry
- Wendell Corey como Deputy Sheriff J.S. File
- Lloyd Bridges como Noah Curry
- Earl Holliman como Jim Curry
- Cameron Prud'Homme como H.C. Curry
- Wallace Ford como Sheriff Howard Thomas
- Yvonne Lime como Snookie Maguire

## Premios

### Premios Oscar
Candidaturas
- Mejor Actriz: Katharine Hepburn
- Mejor música: Alex North

### Globos de oro
Victorias:
- Mejor Actor de Reparto: Earl Holliman

Candidaturas
- Mejor película de Drama
- Mejor Actor: Burt Lancaster
- Mejor Actriz: Katharine Hepburn